# جيك بيكفورد
جيك بيكفورد (بالإسبانية: Jake Beckford)‏ (31 يوليو 1994 بسان خوسيه في كوستاريكا - ) هو لاعب كرة قدم كوستاريكي في مركز الوسط. شارك مع منتخب كوستاريكا تحت 17 سنة لكرة القدم. أما مع النوادي، فقد لعب مع نادي شمال كارولاينا وLimón F.C. ‏.

## وصلات خارجية
- جيك بيكفورد على موقع قاعدة بيانات كرة القدم.إي يو (الإنجليزية)
- جيك بيكفورد على موقع Soccerway.com (الإنجليزية)